# Anomochilidae
Anomochilidae este o familie de șerpi.